# أندري سيرجيفيتش سيميونوف
أندري سيرجيفيتش سيميونوف (الروسية: Семёнов, Андрей Сергеевич) (مواليد 24 مارس 1989) هو لاعب كرة قدم. يلعب مع منتخب روسيا لكرة القدم. سبق له أن لعب في كأس العالم لكرة القدم مع منتخب بلاده.

## روابط خارجية
- أندري سيرجيفيتش سيميونوف على موقع الاتحاد الدولي (مؤرشف)  (الإنجليزية)
- أندري سيرجيفيتش سيميونوف على موقع الاتحاد الأوربي (الإنجليزية)
- أندري سيرجيفيتش سيميونوف على موقع قاعدة بيانات كرة القدم.إي يو (الإنجليزية)
- أندري سيرجيفيتش سيميونوف على موقع ناشيونال فوتبول تيمز (الإنجليزية)
- أندري سيرجيفيتش سيميونوف على موقع Soccerway.com (الإنجليزية)
- أندري سيرجيفيتش سيميونوف على موقع AS.com (الإسبانية)